# Medawar Lecture
A Medawar Lecture foi uma palestra sobre filosofia da ciência organizada pela Royal Society de Londres em memória de Sir Peter Brian Medawar. Foi apresentada a última vez em 2004, sendo depois fundida com a Wilkins Lecture e a Bernal Lecture para formar a Wilkins-Bernal-Medawar Lecture.

## Lista de lecturers
| Ano  | Nome            | Lecture                                                                       | Notas |
| ---- | --------------- | ----------------------------------------------------------------------------- | ----- |
| 1986 | Karl Popper     | A new interpretation of Darwinism.                                            | —     |
| 1990 | Lewis Thomas    | The new transitional structure of basic science: prospects and apprehensions. | —     |
| 1992 | Max Perutz      | Species adaptation in a protein molecule.                                     | —     |
| 1995 | John Ziman      | Post-academic science.                                                        | —     |
| 1998 | Lewis Wolpert   | Is science dangerous?                                                         | —     |
| 2001 | Richard Gregory | Knowledge for vision: vision for knowledge.                                   | —     |
| 2004 | Peter Lipton    | The truth about science                                                       | —     |